# عين شقاق
عين شقاق بلدة وناحية سوريّة إداريّة تتبع منطقة جبلة في محافظة اللاذقية. بلغ عدد سكان الناحية 16031 نسمة حسب تعداد عام 2004.